# Excitabilitat neuronal
L'Excitabilitat neuronal és la capacitat de les neurones de canviar el seu potencial elèctric i transmetre aquest canvi a través del seu axó. L'excitació neuronal es produeix mitjançant un flux de partícules carregades a través de la membrana, la qual cosa genera un corrent elèctric de manera que depèn de l'existència de diferents concentracions d'ions a banda i banda de la membrana cel·lular i de la capacitat de transport actiu a través d'aquestes membranes per a generar una diferència de potencial electroquímic dins i fora de la cèl·lula.

## Característiques cel·lulars
La membrana de les cèl·lules està polaritzada, pel fet que hi ha un repartiment desigual de càrregues elèctriques entre l'interior i l'exterior de la cèl·lula. Això crea una diferència de potencial, sent l'exterior positiu respecte a l'interior. En l'exterior, en el líquid intersticial, l'anió més abundant és el clor. En el citoplasma, els anions més abundants són les proteïnes, que en el pH cel·lular s'ionitzen negativament.
El catió més abundant en el líquid intersticial és el sodi, i en el citoplasma el potassi i la major part dels canvis en el potencial són deguts a l'intercanvi d'aquests ions.

## Estímul d'excitació
La representació gràfica de la variació de potencial respecte al temps és el potencial d'acció. La quantitat d'estímul necessari per a provocar l'activitat d'una neurona, es denomina llindar d'excitabilitat. Aconseguit aquest llindar, la resposta és un potencial d'acció independent de l'estímul. És a dir, segueix la llei del tot o res. Això és degut als canals activats per voltatge de sodi.
Durant la despolarització, la neurona no és excitable i es diu que està en període refractari absolut. Durant la hiperpolarització subsegüent, la neurona és parcialment excitable, parcialment refractària, és a dir, que es precisa un estímul més intens per a provocar un nou potencial d'acció, ja que ha augmentat el llindar d'excitabilitat.